# Füzérradvány
Füzérradvány is een plaats (község) en gemeente in het Hongaarse comitaat Borsod-Abaúj-Zemplén. Füzérradvány telt 431 inwoners (2001).